# Na Ree
Na-Ri, (나리) (Seul, 13 dicembre 1985), è una modella sudcoreana, eletta Miss Corea 2008. La modella si è classificata davanti a Choi Bo-in e Kim Min-jeong, rispettivamente seconda e terza classificata, durante l'evento tenutosi l'8 luglio 2008 presso il Centro culturale Sejong di Seul.
In seguito ha rappresentato la Corea in occasione del concorso di bellezza Miss Universo 2008, che si è tenuta presso l'Atlantis Paradise Island, a Nassau nelle Bahamas il 23 agosto 2009, dove però la modella non è riuscita a classificarsi nella rosa delle finaliste.